# Мала Плавуча

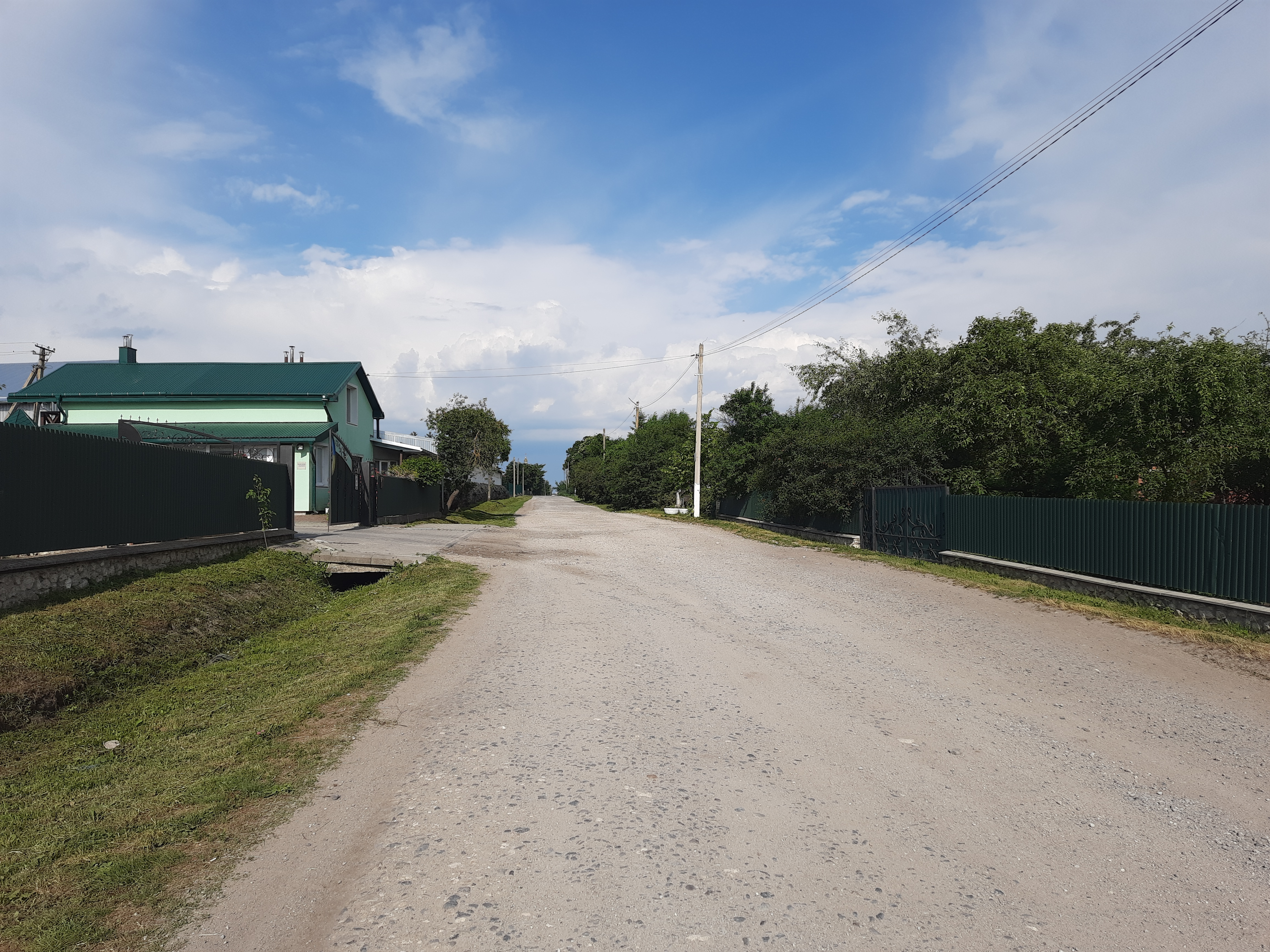
Сільська вулиця

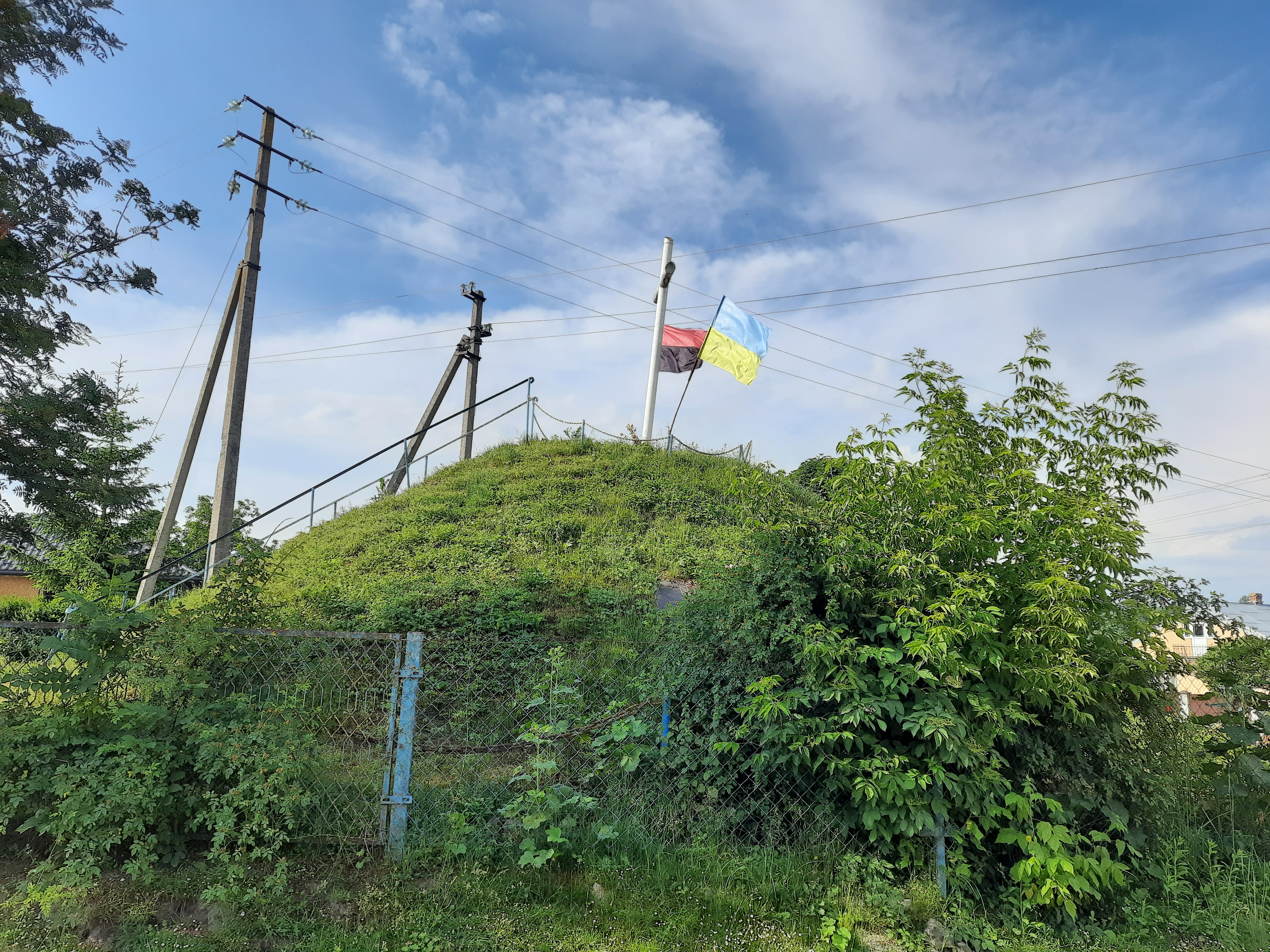
Символічна могила Борцям за волю України

Мала́ Плаву́ча — село в Україні, у Козівській селищній громаді Тернопільського району Тернопільської області. Розташоване на річці Стрипа, на заході району. До 2020 — адміністративний центр колишньої сільради. До Малої Плавучої приєднано хутір Нетреба. 
Населення — 489 осіб (2001).

## Географія

### Тектоніка і геологічна будова
Територія села розташована в межах південно-західної частини Волино-Подільської плити Східноєвропейської тектонічної платформи. В основі Волино-Подільської плити залягає кристалічний фундамент, який похований на глибині 1500 — 1700 м і складений гранітами, гранодіоритами. Фундамент покритий величезною товщею осадових порід, які осідали на морському дні за багато геологічних епох.
У межах району територія складена переважно породами кайнозою неогенової системи і представлена глиною, пісками, вапняками, пісковиками, а долини Стрипи і Коропця — породами мезозою крейдової системи і складені здебільшого мергелями, крейдою, пісковиками.

### Розташування
Село Мала Плавуча розміщене у центрально-західній частині Подільського плато, висота якого коливається в межах 300 — 400 м над рівнем моря. Село розташоване на лівому березі Стрипи, а найближчі села Глинна і Золочівка — на правому березі річки. Село розміщене вище від заплави на корінних берегах річки, а плавно вних до річки спускаються городи. Біля берегів і заплави розташовані сіножаті і луки. Заплава річки є ширшою на лівому боці біля села. Між Малою Плавучею і Глинною насипано греблю. Ширина заплави і річкової долини коливається від 500 до 800 м.
По обидва боки від річкової долини рельєф хвилястий. Незначні підвищення чергуються зі зниженнями, окремими балками, а подекуди трапляються утворення ярів. Абсолютна висота місцевості становить 370 — 380 м над рівнем моря.
У селі річка Цівка впадає у Стрипу.

Сусідні села:

## Історія

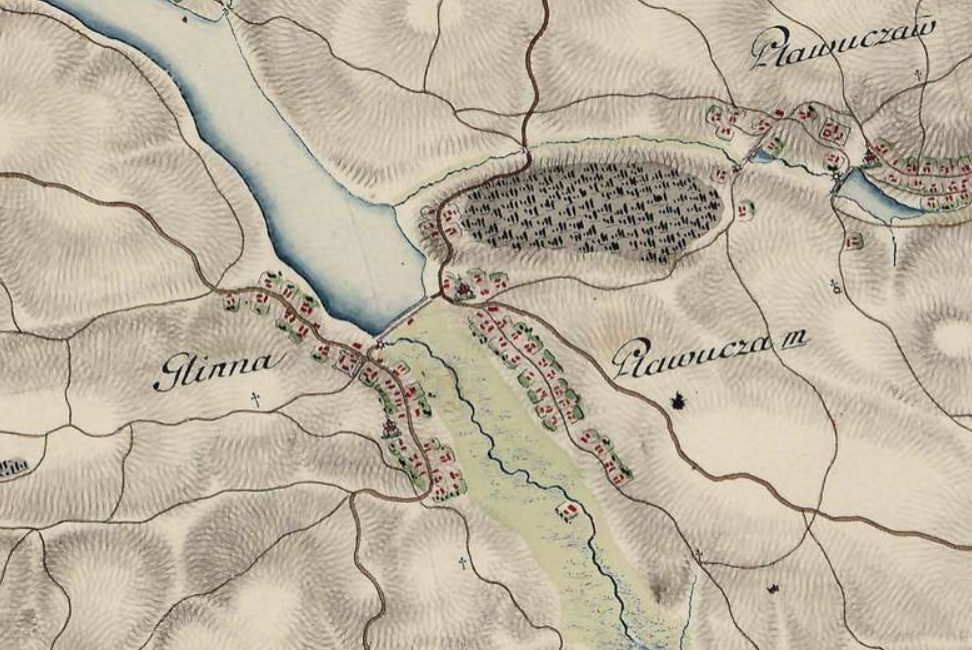
Село (Plawucza m) на мапі фон Міґа бл. 1779-1783 рр.

### Заснування
Перша писемна згадка — 1733 рік (текст візитації парафії св. Миколая), за даними «Тернопільщина. Історія міст і сіл» — у 1615 році. У книзі «Мала Плавуча у великому світі» висловлюється теорія, що перші поселення майбутнього села Мала Плавуча (чи на початках просто Плавуча) виникли на початку XVI ст., тобто приблизно разом із с. Глинна. Згодом все було зруйновано внаслідок нападу татар. З книги «Бережанська земля» відомо, що у серпні 1605 р. татари спустошили околиці Тернополя і Поморян, а через два роки знищили знову Поморяни та села Каплинці, Золочівку і Глинну. А в судових книгах стверджено, що в 1626 р. татари знищили, попри інші села, 54% села Глинна. Від знищеної території люди відселилися східніше, де постало село Плавуча Велика. Тоді ж почало відновлюватися село Плавуча вже з додатком Мала. Поселення було малим, і тому стало називатися Малою Плавучею вочевидь тоді коли інше, більше, назвали Великою.

### Австрійський період
Після першого поділу Польщі у 1772 році австрійські війська зайняли територію Галичини, а вже 1782 року було утворено Бережанський циркул (округ), куди увійшла і Мала Плавуча.
У результаті епідемії холери 1873 — 1874 рр. вимерла значна частина мешканців села. Людей хоронили в полі за селом на «холерному» цвинтарі.

### Село у XX столітті
У 1900 році у селі проживало 1035 осіб, з них 750 греко-католиків, 236 римо-католиків, 49 юдеїв.
У 1906 р. в селі спорудженоі освячено філіальний мурований костел Матері Божої Неустанної Допомоги (остаточно розібраний у 2010 році).
Діяли «Просвіта» (з 1906, окремий осередок з 1927), та інші товариства.
У складі Польської республіки з 1920 року Мала Плавуча входила до складу Бережанського повіту Тарнопольського воєводства. 1 серпня 1934 року була утворена ґміна Мала Плавуча.
1939 року внаслідок пожежі майже всі будівлі згоріли.
Під час німецько-радянської війни пропали безвісти у Червоній армії: Іван (1905 р. н.) та Федір (1911 р. н.) Баб’яки, Микола Древницький (1920 р. н.), Дмитро Печарський (1908 р. н.), Іван Ходуляк (1924 р. н.). Репресовані, згодом реабілітовані: Василь (1924 р. н.) і Семен (1918 р. н.) Баб’яки, Ганна Гуменюк (1923 р. н.), Іван Задорожний (1905 р. н.), Йосип Зелінський (1893 р. н.), Богдан Костюк (1919 р. н.), Євгенія (1911 р. н.), Павло Павлович (1870 р. н.), Павло Павлович (1921 р. н.), Роман (1942 р. н.), Степан (1912 р. н.) Іваськіви, Ганна Решетило (1907 р.).
В ОУН і УПА воювали С. Баб’як, Т. Древницька, Й. Забава, С. Завитій, І. Задорожний, А. Зарицький, М. Іваськів, А. Лучка, П. Маланчук, М. Марщівський, Й. Скибський, М. Турчин, С. Хмиз та ін., всього — 37 жителів села. Після війни заарештували повстанців і заможних селян.
У 1946 р. замучили Василя Решетила, а його дружину вислали у Сибір. На вул. Томашівці в криївці, що підпалили енкаведисти, перебували 8 повстанців, які подушилися від чадного газу.
У 1944 році в рамках депортації українців з Польщі до УРСР до Козови та сіл Козівського району переселили 911 родин. До Малої Плавучі переїхали переселенці з Сяніцького, Ряшівського, Любачівського, Грубешівського воєводств. Значна частина людей прибула з села Дошно Сяніцького повіту. Крім переселенців із Лемківщини, у село переселили сім'ї з Сокальщини.
У 1947 р. створено колгосп (голова правління Петро Кіт). Колгосп імені Молотова у селі Мала Плавуча проіснував до 1958 року. Вже за рік був об'єднаний з колгоспом імені 30-річчя Жовтня (Глинна, Золочівка). Новою назвою стала імені XXI з'їзду КПРС.

### Незалежна Україна
12 червня 2020 року, відповідно до розпорядження Кабінету Міністрів України № 724-р «Про визначення адміністративних центрів та затвердження територій територіальних громад Тернопільської області» увійшло до складу Козівської селищної громади.
19 липня 2020 року, в результаті адміністративно-територіальної реформи та ліквідації Козівського району, село увійшло до складу Тернопільського району.

## Населення
Мовний склад населення села за даними перепису населення 2001 року:
| Мова       | Відсоток |
| ---------- | -------- |
| українська | 99,8     |
| російська  | 0,2      |

Місцева говірка належить до наддністрянського говору південно-західного наріччя української мови.

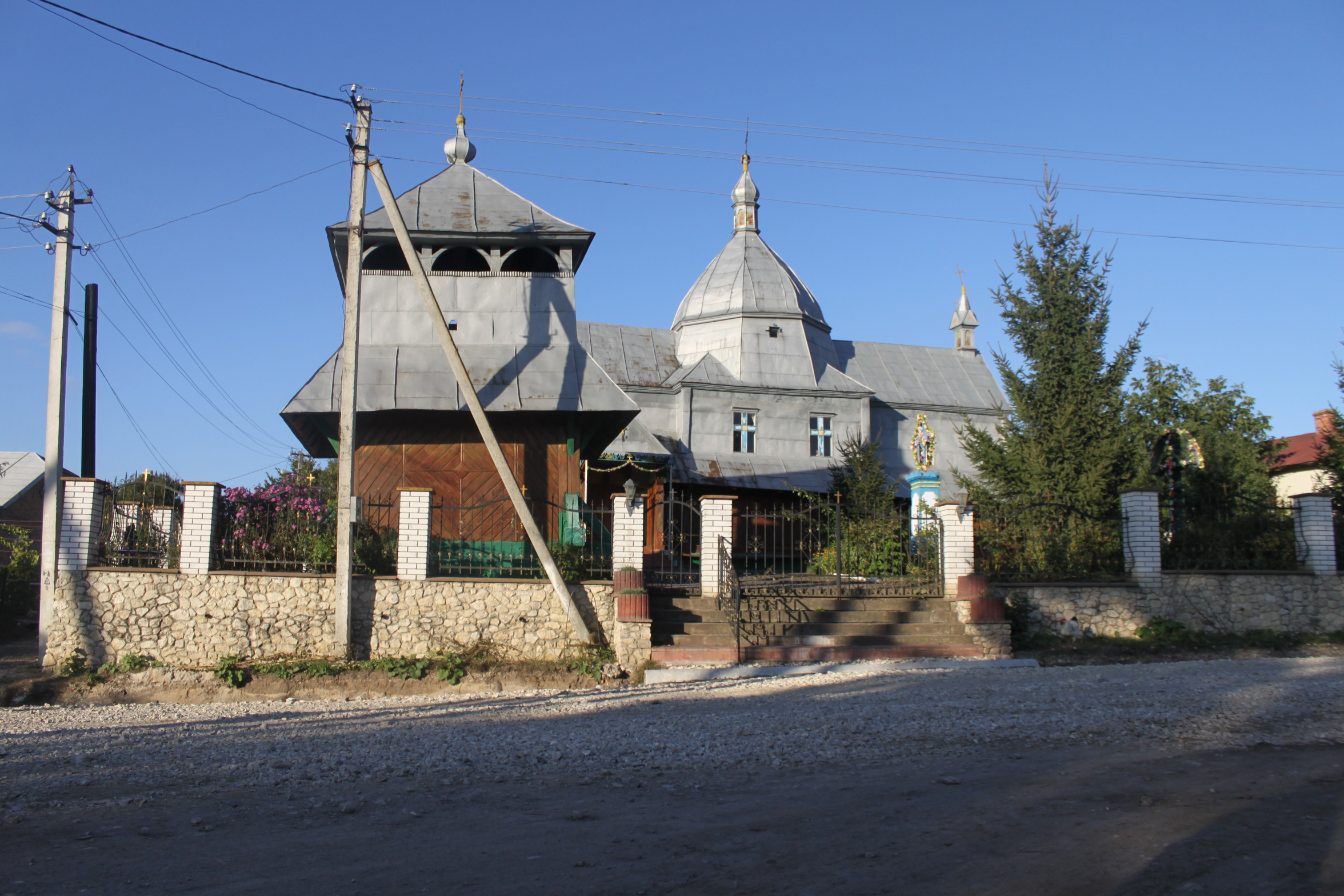
Церква святих верховних апостолів Петра і Павла

## Релігія
- Церква святих верховних апостолів Петра і Павла (1878), дерев'яна.[16]
- Раніше стояв костел Матері Божої Неустанної Допомоги (побудований 1905 — 1906 року)[8], у 2010 році його знесено за погодженням громади і церкви
- Церква святих Петра і Павла, споруджена у 2016 році

## Пам'ятки
- Насипана символічна могила «Борцям за волю України» (1990)
- Подекуди залишки пам'ятників польських часів

## Соціальна сфера
- Клуб
- Сільська бібліотека
- Фельдшерсько-акушерський пункт